# Hesketh 308D
Hesketh 308D je Heskethov dirkalnik Formule 1, ki ga je zasnoval Anthony Horsley za sezono 1976, močno je temeljil na svojem predhodniku 308. Dirkači moštva so bili Harald Ertl, Guy Edwards, Rolf Stommelen in Alex Ribeiro. Moštvu se je močno poznal odhod britanskega dirkača Jamesa Hunta, ki je bil v preteklih treh sezonah daleč najboljši dirkač moštva, pa tudi inženirja, ki je zasnoval dirkalnik 308, Harveyja Postlethwaita, ki je prestopil v moštvo Walter Wolf Racing. Moštvo je tako končalo sezono brez osvojene prvenstvene točke, še najbližji temu dosežku je bil Harald Ertl s sedmim mestom na dirki za Veliko nagrado Velike Britanije, še dvakrat pa je dosegel osmo mesto. 

## Popolni rezultati Formule 1
(legenda) 
| Leto | Moštvo  | Dirkači        | 1   | 2   | 3    | 4   | 5   | 6   | 7   | 8   | 9   | 10  | 11  | 12  | 13  | 14  | 15   | 16  | Toč | Prv |
| ---- | ------- | -------------- | --- | --- | ---- | --- | --- | --- | --- | --- | --- | --- | --- | --- | --- | --- | ---- | --- | --- | --- |
| 1976 | Hesketh |                | BRA | JAR | ZZDA | ŠPA | BEL | MON | ŠVE | FRA | VB  | NEM | AVT | NIZ | ITA | KAN | VZDA | JAP | 0   | NC  |
| 1976 | Hesketh | Harald Ertl    |     | 15  | DNQ  | DNQ | Ret | DNQ | Ret | Ret | 7   | Ret | 8   | Ret | 16  |     | 13   | 8   | 0   | NC  |
| 1976 | Hesketh | Guy Edwards    |     |     |      |     | DNQ |     |     | 17  | Ret | 15  |     |     | DNS | 20  |      |     | 0   | NC  |
| 1976 | Hesketh | Rolf Stommelen |     |     |      |     |     |     |     |     |     |     |     | 12  |     |     |      |     | 0   | NC  |
| 1976 | Hesketh | Alex Ribeiro   |     |     |      |     |     |     |     |     |     |     |     |     |     |     | 12   |     | 0   | NC  |